# Hydroxycarbonate
Les hydroxycarbonates, improprement appelés carbonates basiques, sont des composés chimiques associant un cation métallique à des anions OH− (hydroxyde) et CO2−
3 (carbonate). Pour un même métal il peut exister différents hydroxycarbonates (avec des proportions différentes d'OH− et de CO2−
3).
Les hydroxycarbonates sont notamment produits par la corrosion des métaux en présence d'eau et de gaz carbonique. Il existe aussi à l'état naturel (minéraux).

## Exemples
On connaît divers hydroxycarbonates :
- l'hydroxycarbonate de cuivre Cu2(OH)2CO3 (vert-de-gris) ;
- un hydroxycarbonate de fer dans lequel le rapport FeIII/FeII est variable[1] ;
- l'hydroxycarbonate de nickel x NiCO3·y Ni(OH)2·z H2O ;
- deux hydroxycarbonates de plomb (ou « carbonates de plomb basiques »), tous deux produits par l'action du dioxyde de carbone et de l'eau sur du plomb ou de la litharge[2], et qui l'un comme l'autre existent aussi à l'état naturel (minéral) :
  - l'hydrocérusite, de même composition que la céruse, de formule 2 PbCO3·Pb(OH)2 ou Pb3(CO3)2(OH)2,
  - la plombonacrite, de formule 6 PbCO3·3 Pb(OH)2·PbO ou Pb5O(OH)2(CO3)3[a] ;
- l'hydroxycarbonate de zinc Zn(OH)x(CO3)y avec x et y variables, notamment Zn5(OH)6(CO3)2.